# Cordyla madagascariensis
Cordyla madagascariensis är en ärtväxtart som beskrevs av René Viguier. Cordyla madagascariensis ingår i släktet Cordyla, och familjen ärtväxter.

## Underarter
Arten delas in i följande underarter:
- C. m. madagascariensis
- C. m. tamarindoides

## Bildgalleri

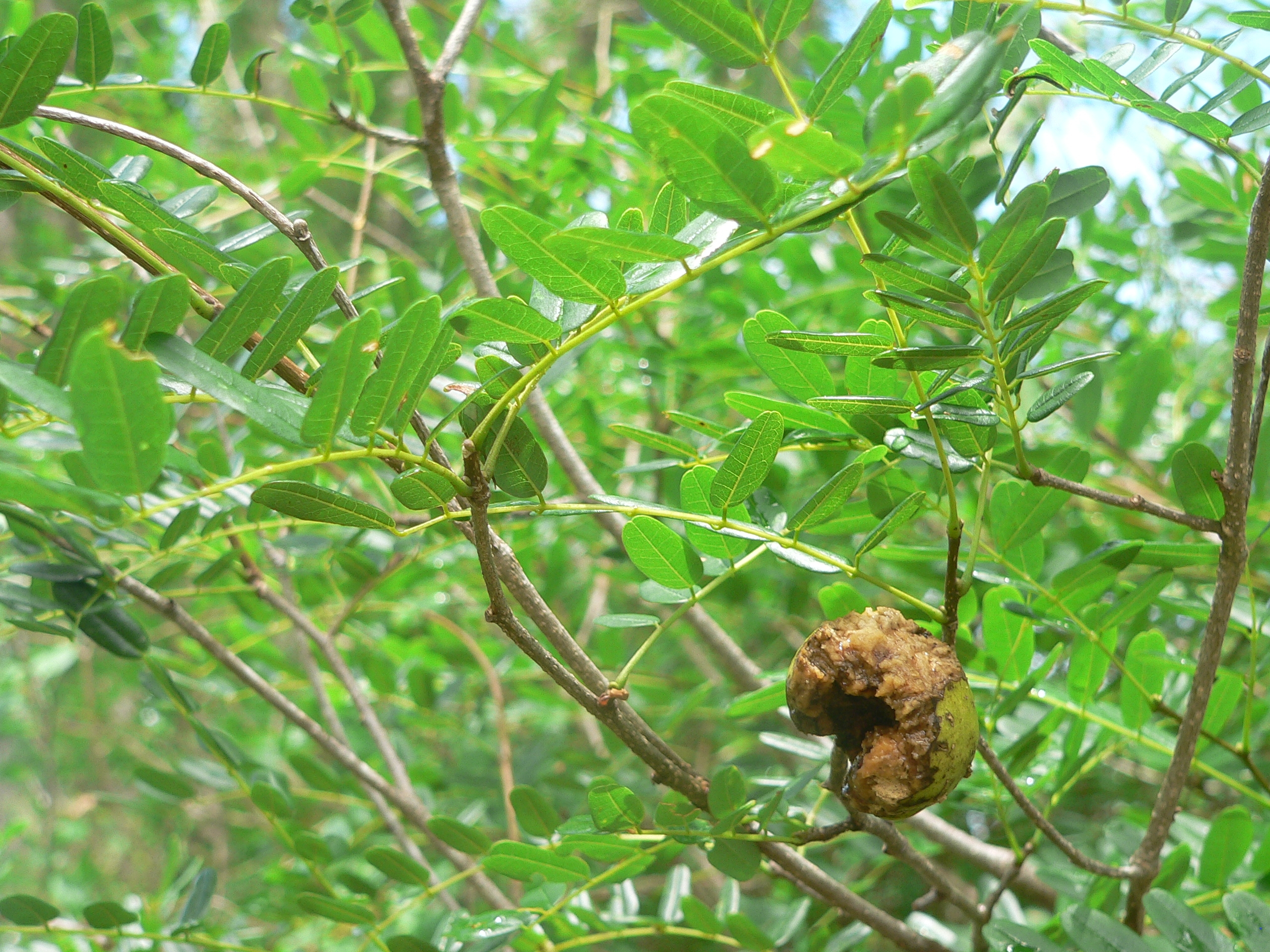